# کوردیوم
کوردیوم (به لاتین: Kurdyum) یک منطقهٔ مسکونی در روسیه است که در جمهوری آلتای واقع شده‌است.